# UEFA Champions League 2022-23
UEFA Champions League 2022-23 var den 68. udgave af det europæiske klubmesterskab i fodbold; den 31. udgave siden relanceringen af turneringen som UEFA Champions League. Turneringen blev vundet af Manchester City F.C. med en finalesejr på 1-0 over italienske FC Internazionale.
Kvalifikationsrunderne blev spillet fra den 21. juni til den 24. august 2022, og gruppespil og finale blev  afviklet fra den 6. september 2022 til den 10. juni 2023. 
Finalen blev spillet på Atatürk Olympic Stadium i Istanbul i Tyrkiet. 
Real Madrid var forsvarende mestre. 

## Deltagende klubber i gruppespillet
Hold i Lissabon
 Benfica
 Sporting
 

Hold i London
 Chelsea
 Tottenham Hotspur
 

Hold i Madrid
 Atlético Madrid
 Real Madrid
 